# Candlebox
Candlebox – amerykański zespół muzyczny pochodzący z Seattle w stanie Waszyngton.
Początkowo grali w okolicznych klubach rockowych. Ich debiutancki album rozszedł się w 4 milionach egzemplarzy. Ich single przez długi czas zdobywały listy przebojów. Zespół nagrał 3 albumy. Po trzecim w 1998. się rozpadł.
Po latach nieobecności Kevin Martin wokalista grupy powrócił w 2005. z zespołem The Hiwatts (nazwa kap. "Kevin Martin and the Hiwatts"). Zespół zreaktywował się w 2006. Wydając album The Best of Candlebox ze swoimi największymi hitami.

## Skład zespołu
- Kevin Martin(inne języki) - śpiew, gitara (1990–obecnie)
- Peter Klett - gitara prowadząca (1991–obecnie)
- Scott Mercado(inne języki) - perkusja (1990–1997, 2006–obecnie)
- Sean Hennesy(inne języki) - gitara rytmiczna (2006–obecnie)
- Adam Kury(inne języki) - gitara basowa (2007–obecnie)

### Byli członkowie
- Bardi Martin - gitara basowa (1991–1999, 2006–2007)
- Dave Krusen(inne języki) - perkusja (1997–1999)
- Shannon Larkin - perkusja (1999–2000)
- Rob Redick - gitara basowa (1999–2000)
- Robbie Allen - gitara (1998–2000)

## Dyskografia

### Albumy studyjne
- Candlebox (1993)
- Lucy(inne języki) (1995)
- Happy Pills(inne języki) (1998)
- Into the Sun(inne języki) (2008)
- Love Stories & Other Musings(inne języki) (2012)
- Disappearing in Airports (2016)

### Albumy kompilacyjne
- The Best of Candlebox(inne języki) (2006)

### Albumy koncertowe
- Alive In Seattle CD+DVD (2008)
- Keepers of the Flame (Live in Milwaukee) (1994)